# Мраморное (Крым)
Мра́морное (до 1945 года Бию́к-Янко́й; укр. Мраморне, крымскотат. Büyük Yanköy, Буюк Янкой) — село в Симферопольском районе Крыма, входит в состав Добровского сельского поселения (Добровского сельского совета).

## Современное состояние
В Мраморном 2 улицы — Верхняя и Нижняя, к селу приписано около 50 садовых товариществ, площадь, занимаемая селом, 19,4 гектара, на которой в 29 дворах, по данным сельсовета на 2009 год, числилось 65 жителей. В Мраморном действует старейшая в России турбаза «Биюк-Янкой» — работает с 1893 года.

## География
Село Мраморное расположено на юго-востоке района, примерно в 21 километре (по шоссе) от Симферополя и 4 километрах, по региональной автодороге 35Н-553 (по украинской классификации С-0-11360), к югу от шоссе 35-А-002 (М-18Симферополь—Алушта—Ялта по украинской классификации), ближайшая железнодорожная станция Симферополь — примерно в 25 километрах, высота центра села над уровнем моря 497 м. Село находится в горной части Крыма, в долине реки Ах-Метек, у западного подножия Чатыр-Дага. Ближайшее село — Заречное — около 4 километров.

## История
Об истории окрестностей Биюк-Янкоя известный крымский археолог Аскольд Щепинский писал:
Северо-западные отроги Чатырдага на отрезке между горой Таз-Тау и с. Мраморным в отношении археологических памятников являются наиболее насыщенной частью этого горного массива. По далеко не полным данным, здесь насчитывается около двух десятков разнообразных археологических объектов от эпохи палеолита (40-50 тыс. лет) до позднего средневековья включительно
 В селе известно несколько десятков захоронений тавров (в местности Гяур-Мезерлых — «кладбище неверных») периода с VIII века до нашей эры по III—I век до нашей эры — следовательно, поселение существовало уже тогда. В более позднее время местные тавры слились со скифскими племенами — следами образовавшегося народа считается цепь курганов вдоль правого берега Аянского водохранилища. В XII веке при поселении возникает укрепление — вероятно, северо-восточный форпост княжества Феодоро, вместе с расположенным рядом оборонительным комплексом в балке Таш-Хора (каменная стена) перекрывавший подходы из степей к городу Фуна. Укрепление просуществовало до XVI века, археологические следы прослеживаются до XVIII века.
Документированная история села начинается с записей в кадиаскерских делах 1685, 1708 и 1711 годов, на право владения отдельными хозяевами некоторыми участками земли (вся земля, на которой находилась деревня, входила в калгалык — удел калги — наследника ханского престола). Встречается деревня и в «Ведомости о выведенных из Крыма в Приазовье христианах» А. В. Суворова от 18 сентября 1778 года, согласно которой из Янкули было выведено 354 грека. Из Камерального Описания Крыма 1784 года следует, что в последний период Крымского ханства 2 деревни — Бьюк Еникой ашага и Бьюк Еникой Екары входили в Екары Ичкийский кадылык Акмечетского каймаканства. После присоединения Крыма к России (8) 19 апреля 1783 года, (8) 19 февраля 1784 года, именным указом Екатерины II сенату, на территории бывшего Крымского Ханства была образована Таврическая область и деревня была приписана к Симферопольскому уезду. После Павловских реформ, с 1796 по 1802 год, входила в Акмечетский уезд Новороссийской губернии. По новому административному делению, после создания 8 (20) октября 1802 года Таврической губернии, относились к Алуштинской волости того же уезда.
По Ведомости о всех селениях в Симферопольском уезде состоящих с показанием в которой волости сколько числом дворов и душ… от 9 октября 1805 года, в большой деревне Буюк-Еникой числилось 147 дворов и 790 жителей, исключительно крымских татар.
На военно-топографической карте 1817 года Биюк-Янкой обозначен с 90 дворами. После реформы волостного деления 1829 года Биюк Янкой, согласно «Ведомости о казённых волостях Таврической губернии 1829 года», передали в состав Эскиординской волости. На 1835 год, по метрическим книгам, в деревне указано 517 человек мужского пола и 403 женского — всего 920. Шарль Монтандон в своём «Путеводителе путешественника по Крыму, украшенный картами, планами, видами и виньетами…» 1833 года писал 
Биюк-Янкой, расположенный на возвышении, но еще за границами лесов, — одно из наибольших селений Крыма; там насчитывается 250 домов, и они занимают значительную территорию.
Его жители кормятся плодами своих земель и своих гор.
 На карте 1842 года в деревне обозначены 117 дворов, а в «Военно-статистическом обозрении Российской Империи 1849 года» записано, что в деревне 470 жителей.
В 1860-х годах, после земской реформы Александра II, деревню приписали к Зуйской волости.
Согласно «Списку населённых мест Таврической губернии по сведениям 1864 года», составленному по результатам VIII ревизии 1864 года, Биюк-Янкой — казённая татарская деревня с 55 дворами, 337 жителями и 2 мечетями при фонтанах. По обследованиям профессора А. Н. Козловского начала 1860-х годов, в селении имелись колодцы с пресной водой глубиной до 5 сажени, а также жители пользовались водой из многочисленных родников. На трёхверстовой карте 1865—1876 года в деревне 42 двора. На 1886 год в деревне Биюк-Яикай, согласно справочнику «Волости и важнѣйшія селенія Европейской Россіи», проживало 421 человек в 98 домохозяйствах, действовали 3 мечети и лавка. По записям в «Памятной книге Таврической губернии 1889 года», по результатам Х ревизии 1887 года, в деревне 127 дворов и 696 жителей(на подробной военно-топографической карте 1892 года обозначен Биюк-Джанкой и те же 127 дворов с татарским населением.
После земской реформы 1890-х годов деревню передали в состав новой Подгородне-Петровской волости. По «…Памятной книжке Таврической губернии на 1892 год» в деревне Биюк-Янкой, входившей Чавкинское сельское общество, числилось 739 жителей в 180 домохозяйствах. 6 июля 1893 года Крымский горный клуб, по настоянию председателя правления В. Н. Дмитриева, арендовал у жителей Биюк-Янкоя участок принадлежащей им земли у пещер Суук-Коба и Бин-Баш-Коба, где был построен первый в России горный турприют. По результатам переписи 1897 года в деревне зафиксировано 725 жителей, также исключительно крымских татар. По «…Памятной книжке Таврической губернии на 1902 год» в деревне Биюк-Янкой, входившей в Чавкинское сельское общество, числилось 640 жителей в 115 домохозяйствах. В 1913 году в деревне велось строительство мектеба. По Статистическому справочнику Таврической губернии. Ч.II-я. Статистический очерк, выпуск шестой Симферопольский уезд, 1915 год, в деревне Биюк-Янкой Подгородне-Петровской волости Симферопольского уезда числилось 135 дворов с татарским населением в количестве 629 человек приписных жителей и 105 — «посторонних», из которых 409 мужчин и 325 женщин. Жители владели 1000 десятинами удобной земли. В хозяйствах имелось 28 лошадей, 16 волов, 20 коров и 10 голов мелкого скота.
После установления в Крыму Советской власти, по постановлению Крымревкома от 8 января 1921 года была упразднена волостная система и село включили в состав вновь созданного Подгородне-Петровского района Симферопольского уезда, а в 1922 году уезды получили название округов. 11 октября 1923 года, согласно постановлению ВЦИК, в административное деление Крымской АССР были внесены изменения, в результате которых был ликвидирован Подгородне-Петровский район и образован Симферопольский и село включили в его состав. Согласно Списку населённых пунктов Крымской АССР по Всесоюзной переписи 17 декабря 1926 года, в селе Биюк-Янкой, Шумхайского сельсовета Симферопольского района, числился 161 двор, из них 158 крестьянских, население составляло 688 человек, все татары, действовала татарская школа. В годы коллективизации в селе был организован колхоз "Эни-Куверт («Новая сила»). В селе была мечеть, ток для пшеницы, сушилки для табака с подвалами, клуб, артель по ручному вышиванию рубашек. На 1935 год мечеть была уже закрыта. По данным всесоюзной переписи населения 1939 года в селе проживало 692 человека. К 1940 году совет реорганизуют и село становится центром сельсовета. В период оккупации Крыма, с 4 по 7 декабря 1943 года, в ходе операций «7-го отдела главнокомандования» 17 армии вермахта против партизанских формирований, была проведена операция по заготовке продуктов с массированным применением военной силы, в результате которой село Биюк-Янкой было сожжено и все жители вывезены в Дулаг 241.
В 1944 году, после освобождения Крыма от фашистов, согласно Постановлению ГКО № 5859 от 11 мая 1944 года, 18 мая крымские татары были депортированы в Среднюю Азию. 12 августа 1944 года было принято постановление № ГОКО-6372с «О переселении колхозников в районы Крыма» и в сентябре 1944 года в район приехали первые новоселы (214 семей) из Винницкой области, а в начале 1950-х годов последовала вторая волна переселенцев из различных областей Украины. 21 августа 1945 года, указом Президиума Верховного Совета РСФСР, Биюк-Янкойский сельсовет переименовали в Мраморский, а селение Биюк-Янкой — в Мраморное. С 25 июня 1946 года Мраморное в составе Крымской области РСФСР. В 1948 году по решению исполкома были укрупнены сельсоветы и Мраморный сельский совет и село Мраморное переданы в Заречненский сельсовет. 26 апреля 1954 года Крымская область была передана из состава РСФСР в состав УССР. Время упразднения сельсовета пока не установлено: на 15 июня 1960 года село уже числилось в составе Добровского.
Указом Президиума Верховного Совета УССР «Об укрупнении сельских районов Крымской области» от 30 декабря 1962 года Симферопольский район был упразднён и село присоединили к Бахчисарайскому. 1 января 1965 года, указом Президиума ВС УССР «О внесении изменений в административное районирование УССР — по Крымской области», вновь включили в состав Симферопольского. По данным переписи 1989 года в селе проживало 64 человека. С 12 февраля 1991 года село в восстановленной Крымской АССР, 26 февраля 1992 года переименованной в Автономную Республику Крым. С 18 марта 2014 года — де-факто в составе Республики Крым России.

## Население
| 1805 | 1817 | 1849 | 1864 | 1887 | 1897 |
| ---- | ---- | ---- | ---- | ---- | ---- |
| 790  | ↘90  | ↗470 | ↘337 | ↗696 | ↗725 |
| 1926 | 1939 | 1989 | 2001 | 2014 |      |
| ↘688 | ↗692 | ↘64  | ↗88  | ↗158 |      |

Национальный состав
- 1805 год — 790 чел. (все крымские татары)[23]
- 1886 год — 421 чел.[32]
- 1889 год — 696 чел.[33]
- 1892 год — 739 чел.[36]
- 1897 год — 725 чел. (все крымские татары)[38]
- 1902 год — 640 чел.[39]
- 1915 год — 629/105 чел.[41][64] (татары)
- 1926 год — 688 чел. (все крымские татары)[47]

Всеукраинская перепись 2001 года показала следующее распределение по носителям языка
| Язык             | Процент |
| ---------------- | ------- |
| русский          | 45,45   |
| крымскотатарский | 36,36   |
| украинский       | 17,05   |
| белорусский      | 1,14    |